# Clifton Ko
Clifton Ko (chinês: 高志森, pinyin: Gāo Zhìsēn; nascido em 1958) é um diretor, ator, produtor e roteirista de Hong Kong. Ele se formou na Kwun Tong Maryknoll College e ingressou na indústria de televisão e cinema no final dos anos 1970, trabalhando primeiro com o diretor Clifford Choi. Nesse período, ele roteirizou No U-Turn (1981) de Choi, Teenage Dreamers (chinês tradicional: 檸檬可樂, pinyin: Ningmeng Kele) e a comédia Once a Thief, de John Woo. Em 1982, Ko ingressou em Raymond Wong, na recém-fundada Cinema City & Films Co., e dirigiu seu primeiro filme, The Happy Ghost, em 1984. A série de filmes, como todos os seus principais trabalhos, é uma comédia pastelão com lições de moral, valor familiar e otimismo. Ko, junto com a empresa, é prolífica em fazer "filmes do ano novo chinês". Títulos importantes incluem as séries de comédia familiar It's a Mad, Mad, Mad World; Chicken and Duck Talk, uma colaboração com o comediante/escritor Michael Hui; a série de comédia All's Well, Ends Well; e It's a Wonderful Life.

## Filmografia como diretor
| Ano  | Título                         |
| ---- | ------------------------------ |
| 2006 | We Are Family                  |
| 2004 | Forever Yours                  |
| 2004 | In-Laws, Out-Laws              |
| 2000 | Funny Business                 |
| 2000 | Love Paradox                   |
| 2000 | Winner Takes All               |
| 1998 | Ninth Happiness                |
| 1997 | Hong Kong Adventure            |
| 1997 | Legend of Mad Phoenix          |
| 1995 | The Umbrella Story             |
| 1995 | Paradise Hotel                 |
| 1994 | One of the Lucky Ones          |
| 1994 | It's a Wonderful Life          |
| 1994 | I Will Wait for You            |
| 1994 | I Have a Date with Spring      |
| 1993 | All's Well, Ends Well Too      |
| 1993 | Laughter of the Water Margins  |
| 1992 | Summer Lovers                  |
| 1992 | It's a Mad, Mad, Mad World Too |
| 1992 | All's Well, Ends Well          |
| 1991 | The Banquet                    |
| 1991 | Gambling Ghost                 |
| 1991 | Daddy, Father and Papa         |
| 1989 | Mr. Coconut                    |
| 1989 | How to Be a Billionaire        |
| 1989 | Happy Ghost 4                  |
| 1989 | City Squeeze                   |
| 1988 | It's a Mad, Mad, Mad World 2   |
| 1988 | Chicken and Duck Talk          |
| 1987 | It's a Mad, Mad, Mad World     |
| 1986 | Devoted to You                 |
| 1986 | Porky's Meatballs              |
| 1985 | Happy Ghost II                 |
| 1984 | Happy Ghost                    |
| 1984 | Merry Christmas                |